# 大灣區大學
大灣區大學，簡稱灣大，是广东省人民政府舉办的公立大学。学校位於中國廣東省東莞市，設有濱海灣新區威遠島及东莞松山湖高新技术产业开发区兩個校區。筹建负责人为田刚，教学负责人为李晓明。

## 沿革
2019年5月，在首屆粵港澳大灣區媒體峰會上，时任中共东莞市委副书记、市长肖亞非透露國家已經初步同意，在東莞濱海灣新區設立一所高質量、高水平的大灣區大學。
2020年7月，广东省人民政府常務會議審議通過《大湾区大学办学初步方案》，明確灣區大學的辦學定位，著力打造成為以理工科起步的新型研究型大學。
2021年的《十四五規劃綱要》中，明確支持粵港澳大灣區形成國際科技創新中心。廣東省正籌備建立一所全新的理工為主的大學——大灣區大學。校園選定在東莞，預計2023年開課。
2021年4月，中国科学院院士、原北京大学副校长田刚教授受聘为大湾区大学筹建负责人。
2021年10月28日，大湾区大学（筹）与香港中文大学举行线上签约仪式，共建先进材料与绿色能源研究院。根据协议，大湾区大学–香港中文大学先进材料与绿色能源研究院是大湾区大学下属的二级机构，将实行理事会领导下的院长负责制，接受两校共同管理。
2022年，大湾区大学（筹）与南方科技大学签约，两校从当年开始联合培养碩士研究生。
2023年3月，东莞市大湾区高等研究院成立。同年6月，大湾区大学（筹）成立理学院和信息科学技术学院。同年12月，先进工程学院成立。
2024年1月8日，香港中文大学与大湾区大学（筹）（东莞市大湾区高等研究院）共同筹建的先进材料与绿色能源研究院联合开展博士研究生培养项目。招生的专业方向涉及领域为先进材料、绿色能源、碳中和、资源循环、生物技术等。本项目实行双校联合培养，香港中文大学和大湾区大学（筹）双方导师共同为每位博士生制订培养方案，毕业颁发香港中文大学博士学位。
2025年6月11日教育部公示拟同意设立大湾区大学。6月19日，正式同意設立大灣區大學。

## 校区
大湾区大学规划在东莞滨海湾新区和松山湖科学城设立校区，总占地约2,356亩。

### 松山湖校區
松山湖校區約250畝土地，主要建設與綜合性國家科學中心有關大科學裝置、新型研發機構融合辦學的學科領域，設立相關領域研究生院和研究院，開展部分領域高年級本科生培養。松山湖校区为大学的启动校区。校园西侧的一标段工程（教学生活区）于2022年4月动工，2023年1月全面封顶；二标段工程（产学研区）亦于2022年8月动工。

### 濱海灣校區
濱海灣校區位于滨海湾新区威远岛西北侧，占地面积约2,100畝，主要開展主體本科生和研究生培養、產教合作和國際高校合作、創新創業孵化以及行政辦公等。校区将分三期开发建设，当中一期工程的首个标段于2025年2月启动建设。

## 管理层
| 大學主管人員                                | 大學主管人員 |
| ------------------------------------------- | ------------ |
| 筹建负责人                                  | 田刚教授     |
| 教学负责人                                  | 李晓明教授   |
| 行政负责人                                  | 戴长亮先生   |
| 大學管理層                                  |              |
| 先进工程学院院长                            | 王煜教授     |
| 信息科学技术学院代理院长                    | 李晓明教授   |
| 理学院执行院长                              | 段金桥教授   |
| 大湾区高等研究院副院长                      | 夏志宏教授   |
| 大湾区高等研究院 数学与信息安全研究中心主任 | 郑志勇教授   |

## 爭議
2024年，一位台灣學者應聘大灣區大學的助理教授職位。該學者完成備課及教學資料提供，並參與了校內的研究規劃，但在預定報到的當天，該學者收到校方口頭通知，稱因其在美國寄送的履歷「涉有國籍爭議」，決定拒絕辦理入職手續。學者提起勞動仲裁，最終仲裁庭裁定大灣區大學未依法解除合同，需支付賠償人民幣6.5萬元。該學者表示，此賠償金額未能彌補其損失，並進一步提起司法訴訟。台灣海基會副董事長羅文嘉也在記者會上公開回應此案件。羅文嘉指出，該師住宿都辦理完成了，卻突遭到大學說不聘用，現在為止沒有結果。

## 外部連結
- 大灣區大學